# フィリップ・ヨーゼフ・ツー・ザルム＝キルブルク
フィリップ・ヨーゼフ・アントン・ツー・ザルム＝キルブルク（Philipp Joseph Anton Fürst zu Salm-Kyrburg, 1709年7月21日 - 1779年6月7日）は、ドイツおよびネーデルラント地方の小諸侯。ザルム＝キルブルク侯。

## 生涯
ザルム＝ダウン＝ヌフヴィル伯カール・フロレンティンの三男ハインリヒ・ガブリエル（1674年 - 1716年）と、ヴァルネック侯爵フィリップ・フランソワ・アルベール・ド・クロイの娘マリー・テレーズ・ド・クロイ（1678年 - 1713年）の間の次男として生まれた。15歳でオーストリア軍の歩兵連隊に所属。1742年8月12日、ホールネ公マクシミリアン・エマヌエルの間の長女マリア・テレジア（1725年 - 1783年）と結婚、男子の無いホールネ公家の相続者となった。彼女はフィリップ・ヨーゼフの妹ヘンリエッテ（1711年 - 1778年）の継娘である。夫妻は主としてパリとウィーンを行き来する生活を送ったが、フィリップ・ヨーゼフは自身の秀でた容貌に対する過度の自惚れのせいで「美男の侯爵（„der schöne Fürst“ ）」とか「美男のライン伯（ „der schöne Rheingraf“ ）」という皮肉な渾名を付けられた。1740年、ポーランドの白鷲勲章を受章した。
オーストリア継承戦争ではバイエルン方の皇帝カール7世を支持し、その妻アマーリエ皇后の侍従に任命された。1743年2月21日、独身を通していた兄ヨハン・ドミニクと共に、相続と結婚を通じて兄弟で所有していた全領地を侯領とする、帝国諸侯（フュルスト）の位を授けられた。同時に、1654年以来ザルム家に認められ、1738年より従兄ニコラウス・レオポルトが行使していたレーゲンスブルクの常設帝国議会諸侯部会における投票権が兄ヨハン・ドミニクに渡る結果となった。
翌1744年、兄弟は従兄ニコラウス・レオポルトと和解し、円満に領土分割を行うことにした。ニコラウス・レオポルトは義父で本家筋のルートヴィヒ・オットー侯から膨大な所領を継承していたが、ヴォージュ山脈のザルム伯領とフェネトランジュ領を確保し、対するヨハン・ドミニクとフィリップ・ヨーゼフの兄弟はキルブルク上級官署領（Oberamt Kyrburg）を確保した。この分割協定がザルム＝ザルム家とザルム＝キルブルク家の発祥となった。キルブルクはナーエ川流域の中世末期の城塞で、ポーランド継承戦争中の1734年に、ザルム侯がルイ15世の降伏命令に従うのをためらった罰としてフランス軍に破壊されたものである。フィリップ・ヨーゼフは1747年6月20日、自身の侯領に長子相続制を導入した。

## 子女
妻マリア・テレジアとの間に10人の子があり、うち三男三女の6人が成育した。
- マリー・マクシミリアーネ・ルイーゼ・フランソワーズ（1744年 - 1790年） - 1763年トゥアール公ジャン・ブルターニュ・シャルルと結婚
- フリードリヒ・ヨハン・オットー・フランツ・クリスティアン・フィリップ（1745年 - 1794年） - ザルム＝キルブルク侯、1781年ホーエンツォレルン＝ジグマリンゲン侯女ヨハンナ・フランツィスカと結婚
- アウグステ・フリーデリケ・ヴィルヘルミーネ・エルネスティーネ（1747年 - 1822年） - 1764年クロイ公アンヌ＝エマニュエルと結婚
- ルイ・ヨーゼフ・フェルディナント（1753年 - 1774年）
- アマーリエ・ゼフィリーネ（1760年 - 1841年） - 1782年ホーエンツォレルン＝ジグマリンゲン侯アントン・アロイスと結婚
- モーリッツ・グスタフ・アドルフ（1761年 - 1813年） - 1782年伯爵令嬢クリスティアーネ・コルブ・フォン・ヴァルテンベルクと結婚

## 引用・脚注
1. ↑  Carl Eduard Vehse: Geschichte der deutschen Höfe seit der Reformation. Hoffmann und Campe, Hamburg 1858, Band 41, S. 41 (Google Books)
2. ↑  Stammtafel der Fürsten zu Salm-Kyrburg. In: Johann Christoph Gatterer: Handbuch der neuesten Genealogie und Heraldik. Verlag der Raspischen Handlung, Nürnberg 1762, S. 75 (Google Books)
3. ↑  Winfried Dotzauer: Geschichte des Nahe-Hunsrück-Raumes von den Anfängen bis zur Französischen Revolution. Franz Steiner Verlag, Stuttgart 2001, ISBN 3-515-07878-9, S. 366 (Google Books)
4. ↑  Arthur Kleinschmidt: Geschichte von Arenberg, Salm und Leyen. Perthes, Gotha 1912, S. 128 (Digitalisat)
5. ↑  Leopold Freiherr von Zedlitz: Neues preussisches Adels-Lexicon. Band 5 (Supplement-Band), Reichenbach, Leipzig 1839, S. 395 (Google Books)